# Robbie (nouvelle)
Pour les articles homonymes, voir Robbie.
Robbie (titre original : Robbie) est une nouvelle de science-fiction d'Isaac Asimov, écrite en 1939, parue pour la première fois en septembre 1940 sous le titre Strange Playfellow dans Super Science Stories. .

## Publications

### Publications aux États-Unis
La nouvelle est publiée pour la première fois en septembre 1940 sous le titre Strange Playfellow dans Super Science Stories. Ce titre fut décidé par l'éditeur Frederik Pohl lors de sa première parution. Isaac Asimov lui redonne le titre de Robbie lors de la parution de la nouvelle dans les recueils Les Robots (dès 1950) et Nous les robots.

### Publications en France
La nouvelle paraît en France, notamment, dans le recueil Les Robots (1967, puis plusieurs rééditions), ainsi que dans Le Grand Livre des robots (quatre éditions).

### Publications dans d'autres pays
La nouvelle est publiée dans divers pays sous les titres suivants :
- Espagne : Robbie (1956)
- Japon : ロビー (1963)
- Pays-Bas : Robbie (1966)
- Hongrie : Robbie (1966)
- Roumanie : Robbie (1967)
- Italie : Robbie (2003)
- Allemagne : Robbie (1952), puis Ein seltsamer Spielgefährte (1980)

La nouvelle est aussi publiée au Royaume-Uni, notamment, dans le recueil I, robot (1971).

## Résumé
La nouvelle met en scène une enfant d'environ huit ans, Gloria Weston, qui a pour compagnon un robot-nounou-cuisinière-femme de chambre. L'action est censée se dérouler en 1998.
Sa mère, Grace Weston, supporte mal qu'elle ne joue qu'avec son robot et ne souhaite pas le contact social avec d'autres enfants. Son mari, George Weston, sur sa pression insistante, fait « disparaître » Robbie. La petite fille perd d'abord tout attrait à la vie, n'a plus goût à rien. Contrairement aux espoirs de sa mère, elle refuse d'autant plus le contact avec d'autres enfants. Le petit chien offert par ses parents le soir où Robbie aurait mystérieusement disparu ne lui apporte aucun réconfort.
Son père a alors l'idée de l'emmener à New York pour lui faire découvrir les centaines d'attractions fournies au public enfantin. Le voyage est programmé et la fille commence à s'intéresser à cette excursion. Ce n'est que dans l'avion que sa mère comprend pourquoi : l'enfant imagine qu'ils se rendent à New York pour ouvrir une enquête dans l'optique de retrouver Robbie. En trois semaines de visites effrénées, la fillette ne se déride pas. Au cours d'une visite, elle se retrouve dans une salle face aux robots parlants, l'un des premiers à posséder une imitation de voix. Elle lui pose alors la question « où est Robbie? » et ne se désarme pas quand le robot lui fait part de son ignorance. Elle insiste tant et si bien qu'elle finit par détraquer la machine, sous le regard attentif d'une étudiante promise à un grand avenir, Susan Calvin.
La veille du départ, son père, qui est un peu moins désemparé que son épouse, lui propose d'emmener leur fille visiter une des usines de l'US Robots, pour lui montrer qu'un robot est fabriqué et ne peut avoir les mêmes sentiments que les humains. La mère est enthousiasmée, et la petite fille observe tout ce que le directeur de l'usine a bien voulu leur montrer. Au détour d'un des sites de montage, la fillette aperçoit Robbie, travaillant dans l'usine. Elle crie de joie et se précipite vers son robot adoré, sans voir qu'un lourd chariot contenant des pièces détachées roule vers elle. 
Le conducteur du chariot freine dès qu'il s'aperçoit que la fille lui coupe la route, mais c'est trop tard. Cependant, Robbie, dont les réflexes sont bien supérieurs à ceux des humains, a pris sa petite maîtresse dans ses bras et l'a écartée du chemin du chariot. La mère demande à son mari s'il avait programmé cette visite à Robbie. Il répond par l'affirmative, arguant toutefois que l'incident du chariot n'était pas prévu. Et maintenant, ajouta-t-il, il allait être difficile de séparer Robbie de son amie humaine. Maintenant qu'il a sauvé son enfant, même la mère ne peut trouver que Robbie est néfaste pour sa fille.

## Analyse
Robbie est une nouvelle appartenant typiquement au « robot affectueux », une catégorie de nouvelle voyant le jour dans les années 1930. À cette époque, on divisait les histoires de robot en deux genres : les « robots méchants », et les « robots affectueux ».
Isaac Asimov a toujours voulu échapper à ce cloisonnement, et a créé dans ses nouvelles un robot qui ne serait ni gentil, ni méchant, mais au service des hommes. Il fait cependant ici exception à la règle qu'il s'était fixée.

## Prix
La nouvelle a reçu en 2016, à titre rétroactif, le prix Hugo de la meilleure nouvelle courte de l'année 1951.